# Strzelanina w Greenwood
Strzelanina w Greenwood – strzelanina, do której doszło 17 lipca 2022 roku w centrum handlowym Greenwood Park Mall w mieście Greenwood w stanie Indiana w Stanach Zjednoczonych. W jej wyniku zginęły 3 osoby, następne 2 zostały ranne. Sprawca, 20-letni Jonathan Sapirman, został zastrzelony przez uzbrojonego klienta w centrum handlowym.

## Przebieg
Napastnik wszedł do centrum handlowego około godz. 16:55 po południu i przez godzinę siedział zamknięty w jednej z łazienek, rozpakowując torby z karabinami i przygotowując się do strzelaniny. Był uzbrojony w 2 karabiny półautomatyczne i pistolet typu Glock. O godz. 17:56 wyszedł z łazienki i otworzył ogień do klientów galerii z jednego z karabinów. Po 15 sekundach sprawca został zastrzelony przez uzbrojonego w legalnie posiadany pistolet klienta centrum handlowego, 22-letniego Elisjshę Dicksena. Podczas strzelaniny sprawca wystrzelił z karabinu łącznie 24 razy; zginęły 3 osoby, następne 2 osoby zostały ranne.

## Ofiary
- Victor Gomez
- Pedro Pineda
- Rosa Pineda
- Jonathan Sapirman (sprawca)

Źródło: 

## Sprawca
Sprawcą strzelaniny był 20-letni Jonathan Sapirman, mieszkaniec Greenwood. W momencie strzelaniny zmagał się z problemami ze znalezieniem stałej pracy oraz opłacaniem wynajmowanego mieszkania, przez co groziła mu eksmisja. Rodzina i znajomi opisywali go jako osobę o depresyjnym nastroju, miał między innymi wspominać o chęci popełnienia samobójstwa. Sapirman był aktywnym użytkownikiem kontrowersyjnego subreddita r/masskillers na portalu Reddit, na którym publikował pod nickami greatergermanicreich i grobergermanic posty na temat poprzednich masowych morderców, którzy dokonywali strzelanin. W żadnym z tych postów nie wykazywał jednak chęci popełnienia własnej strzelaniny.